# Incidentul Diatlov
Incidentul Diatlov se referă la moartea în circumstanțe misterioase a unui grup de turiști conduși de Igor Diatlov  - un eveniment despre care se presupune că s-a întâmplat în noaptea de 1 spre 2 februarie 1959 în nordul munților Ural.
Moartea grupului de turiști (schiori) conduși de Diatlov continuă să atragă atenția cercetătorilor, jurnaliștilor și a politicienilor, fiind pusă în discuție și la 50 de ani pe canalele media centrale din Federația Rusă.

## Context
Incidentul a avut loc în Regiunea Sverdlovsk, lângă muntele Holat Ciahil (Холатчахль sau Холат-Сяхылn, cu sensul de „Muntele Mort”) în zona locuită de tribul Mansi în trecătoarea care va fi numită Diatlov în memoria acestui eveniment tragic.
Grupul, condus de Igor Diatlov, era format din opt bărbați și două femei, majoritatea studenți sau absolvenți ai Institutului Politehnic Ural (în prezent Universitatea Tehnică de Stat din Ural).
Lipsa martorilor oculari a dus la numeroase speculații. Anchetatorii sovietici au stabilit pur și simplu că „o forță naturală copleșitoare” a provocat moartea. Accesul în zonă al schiorilor și al altor aventurieri a fost interzis timp de trei ani după acest incident. Cronologia exactă a incidentului rămâne neclară din cauza lipsei supraviețuitorilor.

## Ancheta
Anchetatorii au stabilit că excursioniștii și-au rupt cortul din interior, plecând desculți prin zăpadă la o temperatură de -30°C. Plecarea în grabă, pe întuneric, ar fi fost provocată de apariția unei lumini puternice după unele surse. Deși cadavrele nu au prezentat nici un semn de luptă, două victime aveau cranii fracturate, două cu coaste rupte și un cadavru nu avea limbă. Au fost lansate mai multe speculații privind cauza decesului: atacul unor prizonieri evadați, blestemul spiritelor tribului Mansi, cearta între membrii grupului, victime ale unui proiect militar guvernamental secret, incident OZN etc. (pe corpul lui Diatlov s-a gasit un nivel de radiatii de 85%)
Jurnaliștii care raportează părțile disponibile ale dosarelor de anchetă susțin că acesta prevede:
- Șase dintre membrii grupului au murit de hipotermie și trei de răni fatale.
- În afară de cei nouă călători, nu au existat indicii despre alte persoane din apropiere pe Kholat Syakhl.
- Cortul fusese deschis din interior.
- Victimele au murit la 6 până la 8 ore după ultima masă.
- Urmele de la tabără au arătat că toți membrii grupului au părăsit campingul la propriu, pe jos.
- La hainele unei singure victime s-au găsit niveluri ridicate de radiații.
- Pentru a risipi teoria unui atac al poporului indigen Mansi, Vozrozhdenny a afirmat că rănile fatale ale celor trei corpuri nu ar fi putut fi cauzate de o altă ființă umană, „deoarece forța loviturilor fusese prea puternică și nici un țesut moale nu a fost deteriorat“.[3]
- Documentele eliberate nu conțineau informații despre starea organelor interne ale schiorilor.
- Nu au fost supraviețuitori ai incidentului.